# Barringtonia ashtonii
Barringtonia ashtonii är en tvåhjärtbladig växtart som beskrevs av Payens. Barringtonia ashtonii ingår i släktet Barringtonia och familjen Lecythidaceae. Inga underarter finns listade i Catalogue of Life.